# Volmerange-les-Mines
Volmerange-les-Mines là một xã trong tỉnh Moselle, vùng Grand Est đông bắc nước Pháp.